# Steve Fletcher
Steven Mark Fletcher (Hartlepool, Durham, Inglaterra; 26 de julio de 1972) es un futbolista inglés retirado. Jugaba de delantero y pasó gran parte de su carrera en el AFC Bournemouth, donde tiene el récord de ser el jugador que más encuentros ha disputado con las cerezas.
Actualmente es asistente del entrenador del primer equipo en el AFC Bournemouth.

## Trayectoria
Fletcher comenzó su carrera en el Hartlepool United y debutó con el primer equipo en 1990. Dos años después fue transferido al Bournemouth, donde jugaría las siguientes quince temporadas, anotando 88 goles en 493 partidos de liga.
Fletcher se unió al Chesterfield en 2007, donde solo jugó una temporada para luego se parte del Crawley Town.
Regresó al Bournemouth en 2009 y fue nombrado ayudante técnico en 2011. Se fue a préstamo al Plymouth Argyle en 2012, donde solo jugó 6 encuentros. 
Anunció su retiro al término de la temporada 2012-13. Ahora es entrenador para Bournemouth.

## Estadísticas
Actualizado al último partido disputado el 10 de diciembre de 2012.
| Club                                  | Div.          | Temporada     | Liga  | Liga  | FA Cup | FA Cup | Copa de la Liga | Copa de la Liga | EFL Trophy/ FA Trophy | EFL Trophy/ FA Trophy | Play offs | Play offs | Total | Total |
| Club                                  | Div.          | Temporada     | Part. | Goles | Part.  | Goles  | Part.           | Goles           | Part.                 | Goles                 | Part.     | Goles     | Part. | Goles |
| ------------------------------------- | ------------- | ------------- | ----- | ----- | ------ | ------ | --------------- | --------------- | --------------------- | --------------------- | --------- | --------- | ----- | ----- |
| Hartlepool United Inglaterra          |               |               |       |       |        |        |                 |                 |                       |                       |           |           |       |       |
| 4.ª                                   | 1990-91       | 14            | 2     | 1     | 0      | 0      | 0               | 1               | 0                     | 0                     | 0         | 16        | 2     |       |
| 3.ª                                   | 1991-92       | 18            | 2     | 2     | 0      | 2      | 1               | 3               | 1                     | 0                     | 0         | 25        | 4     |       |
| Total club                            | Total club    | 32            | 4     | 3     | 0      | 2      | 1               | 4               | 1                     | 0                     | 0         | 41        | 6     |       |
| Bournemouth Inglaterra                |               |               |       |       |        |        |                 |                 |                       |                       |           |           |       |       |
| 3.ª                                   | 1992-93       | 31            | 4     | 0     | 0      | 2      | 0               | 2               | 0                     | 0                     | 0         | 35        | 4     |       |
| 3.ª                                   | 1993-94       | 36            | 6     | 2     | 0      | 4      | 1               | 1               | 0                     | 0                     | 0         | 43        | 7     |       |
| 3.ª                                   | 1994-95       | 40            | 6     | 0     | 0      | 4      | 0               | 1               | 0                     | 0                     | 0         | 45        | 6     |       |
| 3.ª                                   | 1995-96       | 7             | 1     | 2     | 0      | 1      | 0               | 1               | 0                     | 0                     | 0         | 11        | 1     |       |
| 3.ª                                   | 1996-97       | 35            | 7     | 1     | 0      | 2      | 1               | 0               | 0                     | 0                     | 0         | 38        | 8     |       |
| 3.ª                                   | 1997-98       | 42            | 12    | 3     | 1      | 2      | 0               | 6               | 1                     | 0                     | 0         | 53        | 14    |       |
| 3.ª                                   | 1998-99       | 39            | 8     | 3     | 0      | 4      | 1               | 3               | 2                     | 0                     | 0         | 49        | 11    |       |
| 3.ª                                   | 1999-2000     | 36            | 7     | 3     | 2      | 5      | 0               | 0               | 0                     | 0                     | 0         | 44        | 9     |       |
| 3.ª                                   | 2000-01       | 45            | 9     | 3     | 0      | 2      | 0               | 1               | 0                     | 0                     | 0         | 1         | 9     |       |
| 3.ª                                   | 2001-02       | 2             | 0     | 1     | 1      | 0      | 0               | 0               | 0                     | 0                     | 0         | 3         | 1     |       |
| 4.ª                                   | 2002-03       | 35            | 5     | 6     | 2      | 0      | 0               | 4               | 1                     | 3                     | 1         | 49        | 9     |       |
| 3.ª                                   | 2003-04       | 41            | 9     | 3     | 0      | 1      | 0               | 1               | 0                     | 0                     | 0         | 46        | 9     |       |
| 3.ª                                   | 2004-05       | 36            | 9     | 3     | 1      | 1      | 0               | 0               | 0                     | 0                     | 0         | 40        | 10    |       |
| 3.ª                                   | 2005-06       | 27            | 4     | 0     | 0      | 1      | 0               | 1               | 0                     | 0                     | 0         | 29        | 4     |       |
| 3.ª                                   | 2006-07       | 41            | 1     | 3     | 2      | 1      | 0               | 0               | 0                     | 0                     | 0         | 45        | 4     |       |
| Chesterfield Inglaterra               |               |               |       |       |        |        |                 |                 |                       |                       |           |           |       |       |
| 4.ª                                   | 2007-08       | 38            | 5     | 1     | 0      | 0      | 0               | 0               | 0                     | 0                     | 0         | 39        | 5     |       |
| Total club                            | Total club    | 38            | 5     | 1     | 0      | 0      | 0               | 0               | 0                     | 0                     | 0         | 39        | 5     |       |
| Crawley Town Inglaterra               |               |               |       |       |        |        |                 |                 |                       |                       |           |           |       |       |
| 5.ª                                   | 2008-09       | 21            | 2     | 0     | 0      | 0      | 0               | 3               | 1                     | 0                     | 0         | 24        | 3     |       |
| Total club                            | Total club    | 21            | 2     | 0     | 0      | 0      | 0               | 3               | 1                     | 0                     | 0         | 24        | 3     |       |
| Bournemouth Inglaterra                |               |               |       |       |        |        |                 |                 |                       |                       |           |           |       |       |
| 4.ª                                   | 2008-09       | 21            | 4     | 0     | 0      | 0      | 0               | 0               | 0                     | 0                     | 0         | 21        | 4     |       |
| 4.ª                                   | 2009-10       | 45            | 4     | 2     | 0      | 1      | 0               | 0               | 0                     | 0                     | 0         | 48        | 4     |       |
| 3.ª                                   | 2010-11       | 38            | 6     | 2     | 1      | 0      | 0               | 0               | 0                     | 1                     | 0         | 41        | 7     |       |
| 3.ª                                   | 2011-12       | 20            | 1     | 1     | 0      | 1      | 0               | 2               | 0                     | 0                     | 0         | 24        | 1     |       |
| 3.ª                                   | 2012-13       | 11            | 0     | 1     | 0      | 0      | 0               | 0               | 0                     | 0                     | 0         | 12        | 0     |       |
| Total club                            | Total club    | 628           | 103   | 39    | 10     | 32     | 4               | 23              | 4                     | 4                     | 1         | 726       | 122   |       |
| Plymouth Argyle (préstamo) Inglaterra |               |               |       |       |        |        |                 |                 |                       |                       |           |           |       |       |
| 4.ª                                   | 2011-12       | 6             | 0     | 0     | 0      | 0      | 0               | 0               | 0                     | 0                     | 0         | 6         | 0     |       |
| Total club                            | Total club    | 6             | 0     | 0     | 0      | 0      | 0               | 0               | 0                     | 0                     | 0         | 6         | 0     |       |
| Total carrera                         | Total carrera | Total carrera | 725   | 114   | 43     | 10     | 34              | 5               | 30                    | 6                     | 4         | 1         | 836   | 136   |